# Grot van Spy

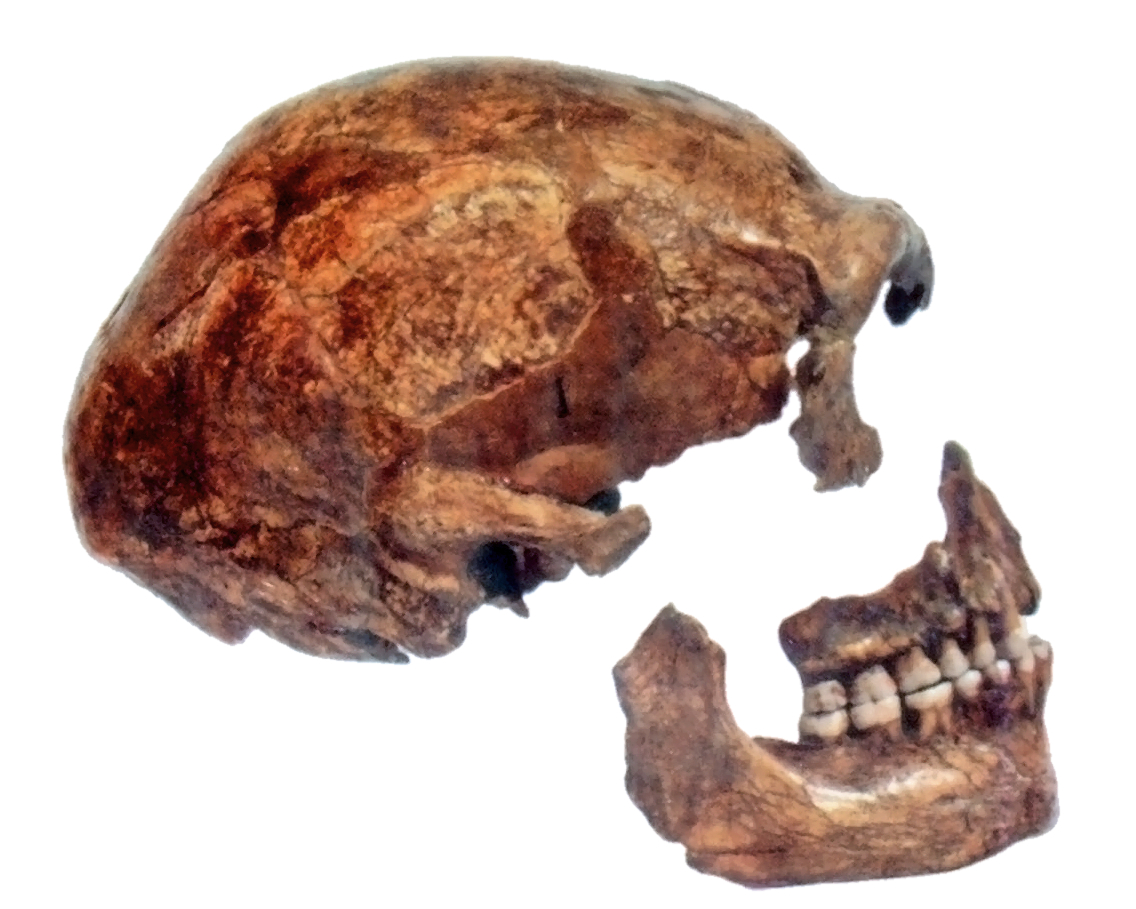
Schedel gevonden in Spy

De grot van Spy is bekend als een van de vindplaatsen van resten van de neanderthaler-mens. Het betrof een van de eerste beschreven vondsten van neanderthaler-resten waardoor duidelijker werd dat de eerdere vondst in het Neandertal in Duitsland van neanderthaler-resten een onbekende, uitgestorven prehistorische mensensoort betrof en ook een van de eerste vondsten samen met Moustérien-werktuigen. waardoor duidelijk werd dat deze stenen werktuigen door deze mensensoort waren vervaardigd.
De grot bevindt zich nabij Spy in een heuvelflank op de linkeroever van de Orneau, een zijrivier van de Samber, circa 20 meter boven waterniveau. De holte in de bergwand heeft zich op een natuurlijke manier gevormd in het kalksteenmassief toen na de ijstijd het water nog tot deze hoogte kwam. De grot bestaat uit een hoofdruimte en rechts daarvan en ook erboven kleinere zalen. Vóór de grot bevindt zich een terras en er zijn hellingsafzettingen, veroorzaakt door het wegruimen van puin tijdens opgravingen. De grot wordt bereikt door een bos, dat door de verscheidenheid van de ondergrond (kalksteen, zandsteen en leisteen) een gevarieerde vegetatie vertoont, die op haar beurt weer heeft gezorgd voor een rijke fauna. De grot van Spy en de omgeving ervan werden in 1981 geklasseerd als monument en site.

## Vondsten
In 1886 werden opgravingen uitgevoerd door een Luikse ploeg bestaande uit een archeoloog (Marcel De Puydt), een geoloog (Max Lohest) en een paleontoloog (Julien Fraipont). Zij vonden de skeletten van twee mensen: een volwassene en een kind, beide in dezelfde positie: op de zij en het gezicht naar het westen gekeerd. De positie van de skeletten, hun oost-west-oriëntatie en hun anatomische verband wijzen op een bewuste begraving. Zij werden gedateerd in de periode van 44.200 tot 40.600 cal B.P. De opgravingen leverden ook gegevens op van geologische aard (sedimentlagen) en paleontologische aard (beenderresten van een verdwenen fauna uit de ijstijd). Tot deze vondst heerste er verdeeldheid over de vraag of de mens wel al zo lang bestond en dat hij zo verschillend kon zijn van de huidige mens. Door de opgraving in Spy werd de Neanderthaler definitief door de internationale gemeenschap erkend als menssoort. De skeletten werden benoemd als Homo spyensis, maar uiteindelijk zou niet deze naam, maar de naam Homo neanderthalensis (neanderthaler) courant blijven ter aanduiding van deze mensensoort.
Tot 1981 is de grot tijdens verschillende andere archeologische expedities onderzocht. Die leverden bewijsmateriaal dat de grot verschillende bewoningsfasen heeft gekend gedurende 100.000 jaar, van het Midden-paleolithicum tot de middeleeuwen. Er werd een grote verscheidenheid aan voorwerpen, in silex maar ook andere gesteenten en ivoor, ontdekt: gereedschap als assegaaien, elzen en polijstwerktuigen, een staaf en buisjes, hangers, kralen en schelpen. In totaal werden er 1130 beenderen en fragmenten gevonden en 389 afzonderlijke tanden, die behoorden tot 24 verschillende individuen. Het Koninklijk Belgisch Instituut voor Natuurwetenschappen ondernam een uitgebreide inventarisatie tussen 2004 en 2008. Dit onderzoek mondde uit in een bijhorende tentoonstelling en een bezoekerscentrum vlak bij de grot.